# Poltrona Sacco
Sacco è una poltrona progettata dai designer italiani Piero Gatti, Cesare Paolini e Franco Teodoro nel 1968 per l'azienda italiana d'arredamento Zanotta. Si tratta di uno dei prodotti di disegno industriale più rilevanti del XX secolo. Ha guadagnato la fama di opera d'arte ed è oggi esposto permanentemente in diversi musei nel mondo (Museum of Modern Art di New York, dal Musée des Arts Décoratifs di Parigi, al Victoria and Albert Museum di Londra al Triennale Design Museum di Milano). Nel 1972 partecipò alla esposizione presso il Museum of Modern Art di New York Italy: The New Domestic Landscape. Venne selezionato nel 1970 per il Premio Compasso d'oro e viene prodotta ancora all'inizio del ventunesimo secolo. Nel 2020 ha ricevuto il XXVI Premio Compasso d'Oro

## Storia
La poltrona sacco è un prodotto industriale progettato nel 1968 da Piero Gatti, Cesare Paolini e Franco Teodoro, i quali fondarono il loro studio di architettura a Torino nel 1965. Cesare Paolini, architetto, studiò presso la Facoltà di Architettura del Politecnico di Torino, dove si laureò nel 1966. Franco Teodoro e Piero Gatti, designer, si diplomarono presso l'Istituto Tecnico Industriale Statale per le Arti Grafiche e Fotografiche di Torino.
Il primo prototipo della poltrona viene proposto e respinto da una nota azienda chimica nazionale. Successivamente il prototipo viene proposto a Zanotta, che lo sottopone ad un processo di revisione, a cinque mesi dal prototipo si passa alla produzione di serie del sacco, fu esposto al salone del mobile di Parigi nel 1969. Si trasformò in uno dei più grandi successi commerciali e di costume registrato da un oggetto d'arredo.
La poltrona sacco nasce da una volontà industriale innovativa ed una sperimentazione d'avanguardia al di fuori delle logiche tradizionali d'arredamento e del mercato. Gatti, Paolini e Teodoro sviluppano l'idea di trasferire a livello dell'oggetto d'arredo la trasparenza e la leggerezza, questa scelta, porta alla scelta di un materiale trasparente per il rivestimento. Prerogativa del progetto parte tuttavia da una matrice paradossalmente funzionalista ed ergonomica.

## Filosofia di progetto

Pietro Gatti, Cesare Paolini e Franco Teodoro, autori del Sacco

Questa “poltrona anatomica” nasce dall'incontro tra una volontà dell'industria in cerca di innovazione ed una sperimentazione di progetto più isolata, puntando sempre all'avanguardia ed al di fuori degli schemi e delle logiche tradizionali dell'arredamento e del mercato. 
Il sacco è in effetti uno dei casi più significativi di come l'industria possa modificare le abitudini e convenzioni abitative raccogliendo stimoli provenienti dalla cultura non ufficiale del progetto, che fa proprie le esigenze di rinnovamento che, seppur in forma inespressa, sono già presenti a livello sociale.
Il progetto del Sacco parte da una matrice paradossalmente funzionalista ed addirittura ergonomica: la scienza dell'adattamento degli oggetti e degli strumenti alle esigenze del corpo umano. I tre giovani architetti torinesi affrontano il tema in termini che andavano contro le opinioni del tempo: infatti invece di progettare complicati meccanismi, pensano a una forma che si modelli sul corpo.

## Ergonomia
L'idea è quella di trovare una forma che si modelli sul corpo per semplice inerzia e la possibilità per sollevare e trasportare l'oggetto proprio come un sacco, al primo prototipo viene applicato un maniglione, per accentuare il carattere nomade dell'oggetto.

### Componente figurativa

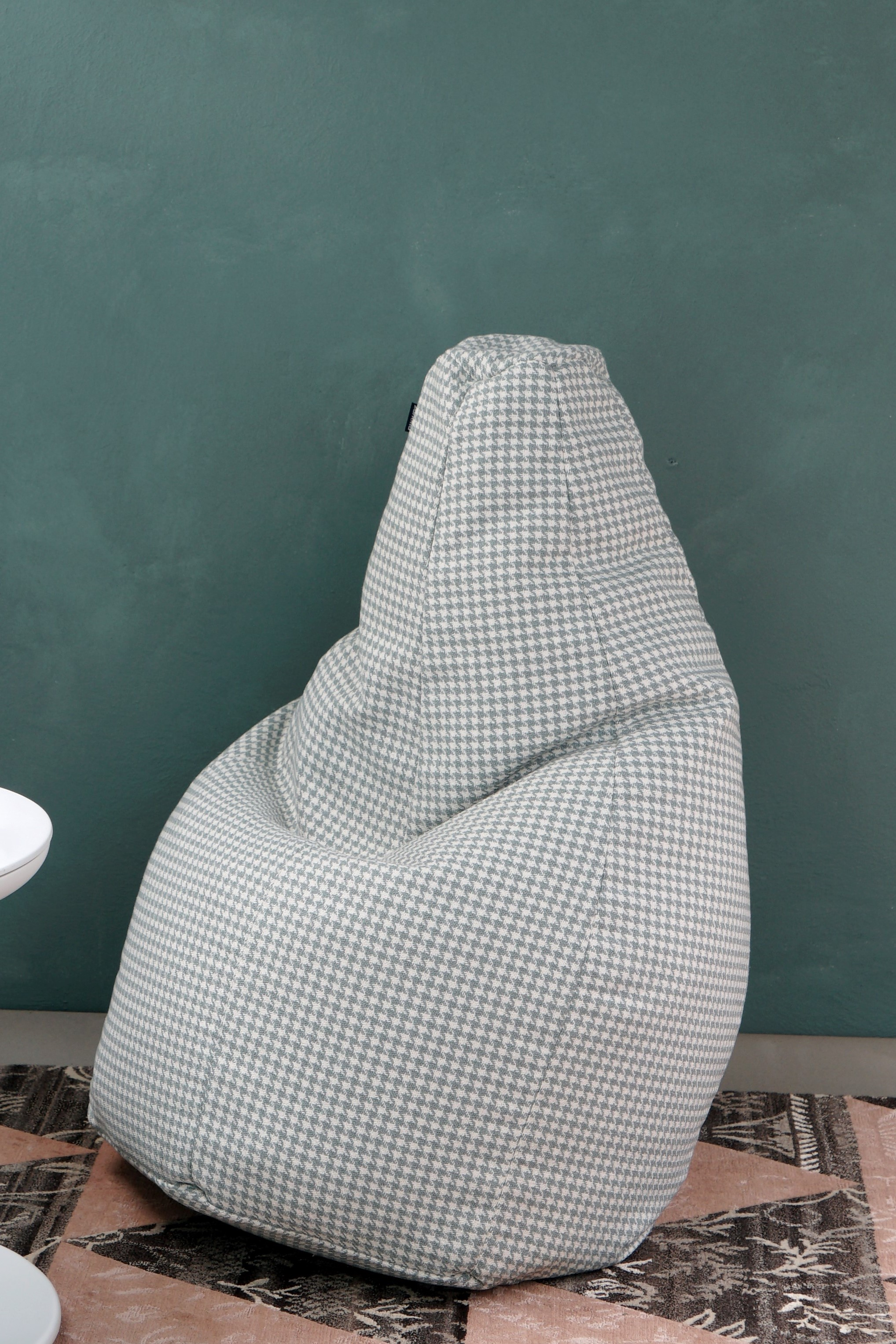
Poltrona Sacco in un contesto d'uso domestico

L'imbottitura è costituita da palline di polistirolo espanso ad alta resistenza, i rivestimenti scelti sono tessuti o pellami, alla base della seduta è stata inserita una chiusura lampo per permettere il cambio dell'imbottitura. La Sacco è una seduta profondamente diversa dalle altre, ne sconvolge la tradizionale concezione: non ha gambe, non ha uno schienale e non ha nemmeno un piano d'appoggio ben definito in modo da dare una conformazione anatomica alla poltrona durante l'interazione con l'utente/utilizzatore .

### Componente tassica
Si presenta quindi come un oggetto intero dalla forma non ben definita che dà l'idea di morbidezza. Per utilizzarla l'utente essenzialmente si butta sopra l'oggetto definendo il piano d'appoggio mediante il proprio peso esercitato sull'oggetto. Per cui è una seduta non seduta, in quanto la posizione d'uso non è vincolata in alcun modo ed è limitata solo dalla fantasia dell'utente .

### Categorie plastiche

#### Categorie topologiche
La poltrona sacco si divide in interno ed esterno :
- interno, amorfo;
- esterno, pur non avendo forma rigida rimanda all'idea del comune sacco di iuta, concetto alla base della poltrona.

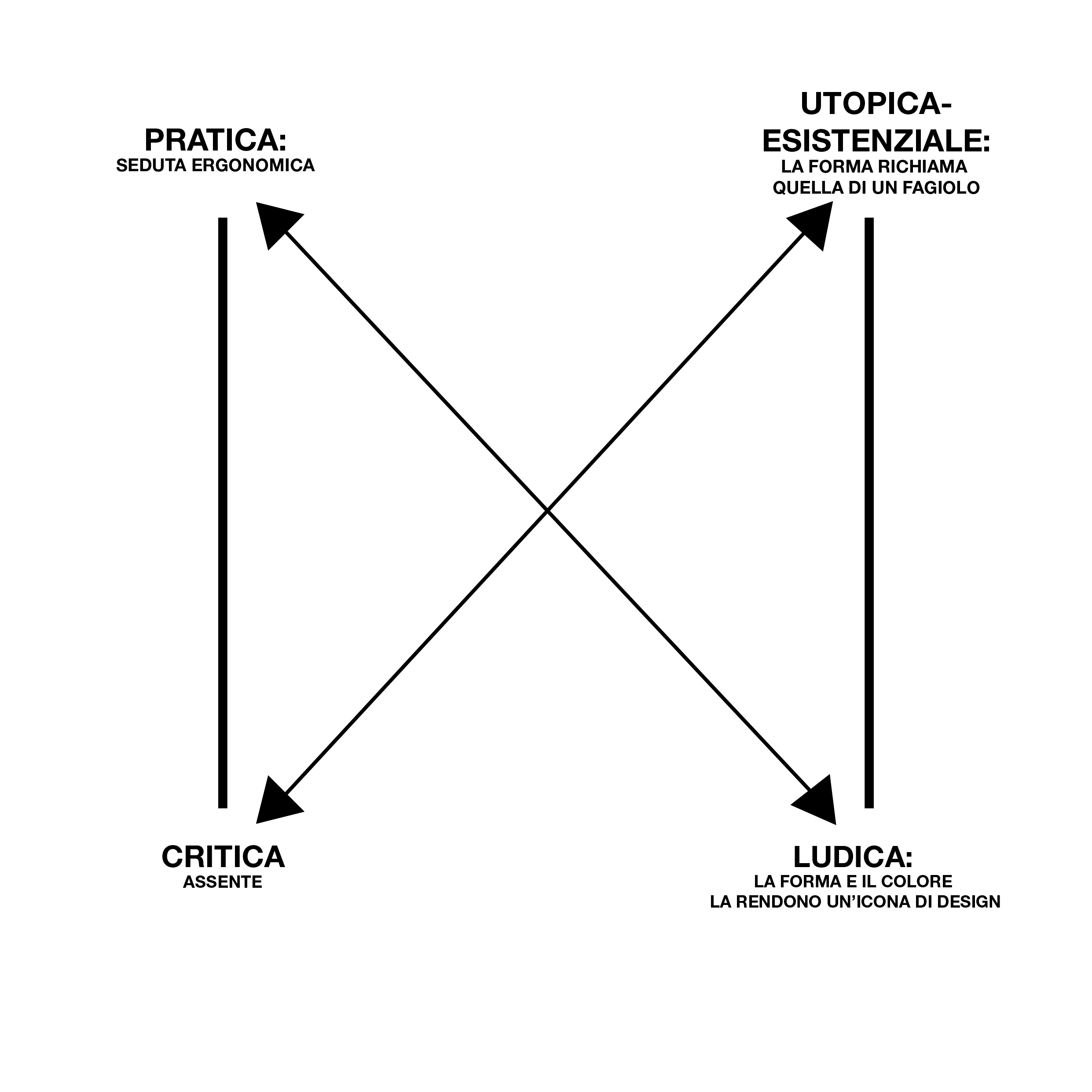
Analisi semiotica secondo il metodo di Floch

#### Categorie eidetiche
La poltrona sacco non possiede una forma precisa, in quanto sprovvista di struttura interna o rigida. Internamente è composta da migliaia di palline e sferette che riempiono, non completamente, la struttura esterna che è un sacco in materiale elastico con la forma che ricorda una goccia, una pera o un fagiolo. Le forme e le linee dell'oggetto si modificano ogni volta che una persona ci si siede o desidera personalizzarla .

#### Categorie cromatiche
La seduta sacco presenta due colori, quello interno e quello esterno. L'interno del sacco è composto da migliaia di palline bianche di polistirolo. L'esterno, invece presenta un rivestimento monocromatico con toni saturi e luminosi come il rosso, giallo o verde
.

## Premi
- M.I.A.- Mostra Internazionale di Arredamento, Monza, 1968
- Bio 5 Ljubljana, 1973
- XXVI Premio Compasso d'Oro, 2020

## Nei media
La poltrona sacco è stata utilizzata in vari set televisivi e cinematografici, tra cui Giandomenico Fracchia - Sogni proibiti di uno di noi e Fracchia la belva umana, di Paolo Villaggio. È spesso presente nelle strisce Peanuts realizzate da Charles M. Schultz.

## Esposizioni
- Museum of Modern Art, New York: Italy: The New Domestic Landscape, 1972
- Cité de l’Architecture et du Patrimoine, Parigi: Architects’ Furniture: 1960–2020, settembre 2019
- Museum of Modern Art, New York: Recent Acquisitions: Design Collection, 1 dicembre 1970-31 gennaio 1971
- Solomon R. Guggenheim Museum, The Italian Metamorphosis,1943-1968, 7 ottobre 1994—22 gennaio 1995 [Triennale di Milano February—May 1995, Kunstmuseum Wolfsburg May—September 1995]
- Museum of Modern Art, New York: Architecture and Design: Inaugural Installation, 20 novembre 2004-7 novembre 2005
- Musée d'Art Moderne et Contemporain, Saint-Étienne: Déjà-vu. Le design dans notre quotidien 15 dicembre 2020-22 agosto 2021

## In collezione permanente
- Museum of Modern Art, New York[10]
- Israel Museum, Gerusalemme[10]
- Uměleckoprůmyslové Muzeum, Praga[10]
- Kunstgewerbemuseum, Berlino[10]
- Kunstmuseum Düsseldorf[10]
- Museum für angewandte Kunst, Vienna[10]
- Taideteollisuusmuseo Konstindustrimuseet, Helsinki[10]
- Musée des Arts Décoratifs, Parigi[10]
- The Saint Louis Art Museum, Saint Louis[10]
- Museo dell'arredo contemporaneo, Russi (Ra)[10]
- Museum für Kunst und Gewerbe, Amburgo[10]
- Denver Art Museum, Denver[10]
- Dallas Museum of Art, Dallas[10]
- Fondazione Triennale Design Museum, Milano[10]
- Tel Aviv Museum of Art, Tel Aviv[10]
- Vitra Design Museum, Weil am Rhein[10]
- Musée National d'Art Moderne, Parigi[10]
- Design Museum of Thessaloniki, Salonicco[10]
- Brücke-Museum, Berlino[10]
- Fonds Régional d'Art Contemporain, Dunkerque[10]
- Centro Arte e Design, Calenzano[10]
- Powerhouse Museum, Sydney[10]
- Museum voor Sierkunst en Vormgeving, Gand[10]
- Philadelphia Museum of Art, Filadelfia[10]
- Shiodome Italia Creative Center, Tokyo.[10]